# Final Investment Recommendation
Final Investment Recommendation (FIR; deutsch Abschließende Anlagebefürwortung) ist ein Begriff aus dem Mergers-&-Acquisitions-Bereich und betrifft im Wesentlichen Investitions- beziehungsweise Anlagegüter. Dabei werden im Vorfeld das Potential und die Stärken und Schwächen eines Invests mit Hilfe von Planungsrechnungen erstellt und Kennzahlen gebildet, an denen sich das Objekt in der Zukunft messen lassen muss.
Das Final Investment Recommendation dient vor allem dem Geldgeber von Objekten (i. d. R. Banken) dazu, sich über die potentiellen Erfolgsaussichten eines Objektes ein Bild machen zu können.